# River Runs Again
River Runs Again è un album dal vivo della band hardcore di New York Life of Agony del 2003 prodotto con la casa discografica SPV Records.

## Tracce Audio
1. River Runs Red – 2:23
2. This Time – 5:41
3. Other Side Of The River – 4:38
4. I Regret – 4:28
5. Weeds – 4:10
6. Seasons – 4:42
7. Hope – 4:22
8. Method Of Groove – 4:01
9. How It Would Be – 4:15
10. Bad Seed – 6:46
11. Heroin Dreams – 5:33
12. Tangerine – 5:08
13. Lost At 22 – 3:51
14. My Mind Is Dangerous – 4:17
15. Let's Pretend – 5:56
16. My Eyes – 3:03
17. Through & Through – 4:24
18. Consequence (canzone degli Among Thieves, gruppo del bassista Alan Robert) – 3:56
19. Were What I Say (canzone di Keith Caputo, cantante) – 4:10
20. Fake (canzone degli Supermassiv, gruppo del batterista Sal Abbruscato) – 3:54

## Tracce Video
1. River Runs Red
2. This Time
3. Other Side Of The River
4. I Regret
5. Weeds
6. Seasons
7. Hope
8. Method Of Groove
9. How It Would Be
10. Bad Seed
11. Heroin Dreams
12. Tangerine
13. Lost At 22
14. My Mind Is Dangerous
15. Let's Pretend
16. Underground
17. My Eyes
18. Through And Through